# Manabe Akifusa
Pour les articles homonymes, voir Manabe.
Manabe Akifusa est un nom japonais traditionnel ; le nom de famille (ou le nom d'école), Manabe, précède donc le prénom (ou le nom d'artiste).
Manabe Akifusa (間部 詮房, 18 juin 1666-7 août 1720) est un seigneur féodal japonais.
Né à Edo, fils d'un acteur du théâtre nô, Manabe devient adjoint du 6e shogun d'Edo Tokugawa Ienobu. Manabe porte les titres de sobayonin et daimyo de Takasaki et domine le cabinet de Ienobu. Même après la mort de Ienobu, il reste un personnage puissant pendant le court règne du 7e shogun Tokugawa Ietsugu. Après la mort de Ietsugu, Manabe démissionne de la fonction publique et est transféré à Murakami dans la province d'Echigo par le 8e shogun, Tokugawa Yoshimune.

## Source de la traduction
- (en) Cet article est partiellement ou en totalité issu de l’article de Wikipédia en anglais intitulé « Manabe Akifusa » (voir la liste des auteurs).